# Timothy's Quest
Pour plus de détails, voir Fiche technique et Distribution.
Timothy's Quest est un film muet américain, réalisé par Sidney Olcott, avec deux enfants dans les rôles principaux, Joseph Depew et Baby Helen Rowland, sorti aux États-Unis en 1922.

## Fiche technique
- Réalisation : Sidney Olcott
- Scénario : Katherine Stuart d'après le roman homonyme de Kate Douglas Wiggin
- Chef-opérateur : Al Ligouri, Eugene French
- Production : Charles M. Seay pour Dirigo Films
- Distribution : American Releasing Corp
- Longueur : 6 377 pieds, 7 bobines
- Date de sortie :
  - États-Unis : 17 septembre 1922 (New York)
  - Royaume-Uni 11 décembre 1922 (Londres)
- Licence : 15 Sep 1922 ; LP18806

## Distribution
- Joseph Depew : Timothy
- Baby Helen Rowland : Lady Gay
- Marie Day : Mme Avilda Cummins
- Margaret Seddon : Samantha Ann Ripley
- Bertram Marburgh : Jabe Slowcum
- Vivia Ogden : Hitty Tarbox
- Gladys Leslie : Miss Dora
- William F. Haddock : Dave Milliken
- Rags : le chien
- Jetta Goudal : une mère malade (non créditée au générique)

## Anecdotes
Le film a été tourné dans le Maine dans le comté de Cumberland, devant la maison du Dr Decker à North Bridgton ; Grand Trunk Railroad à Portland et au Tec-Art Studio, sur la 48e Rue à New York.
Il n'est, semble-t-il, pas sorti en France.